# قط جاوة

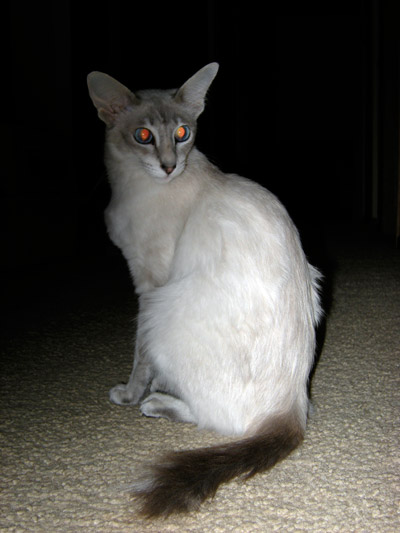

قط جاوة (بالإنجليزية: Javanese)‏ يتميز بجسم رياضي أنبوبي الشكل، عضلي التكوين، ثقيل الوزن، وأرجل طويلة ذات عظام دقيقة أسطوانية الشكل، مزودة بمخالب صغيرة. وله أذنان منتصبتان تكملان الشكل الوتدي للرأس. أمّا العينان فشرقيتا الملامح، بهما ميل خفيف ولونهما أزرق لازوردي جميل، كلما ازداد عمقاً ازداد جمالاً. كما يلاحظ أن الأنف مستقيم. وشعر هذا النوع من القطط أطول من شعر القط السيامي، لكنه ليس في طول شعر القط الفارسي. وهو شعر ناعم أملس غير منفوش. أمّا شعر الذيل فأطول من شعر ذيل السيامي بحوالي 2 إلى 3 بوصات، مما يميز هذا القط عن السيامي. ويشبه لون القط الجاوي لون القط السيامي، فهو أصفر غامق (بيج) مع لون بنى داكن على الأرجل والوجه والذيل.
وهو قط نشيط يسعد بصحبة الناس، وصديق مخلص لأصحابه يصحبهم في كل مكان في المنزل، ويلفت الأنظار عندما يتجاهله أصحابه. كما أنه يحب اللعب بالدمى ويهوى الأماكن العالية، خاصة أكتاف أصحابه، وهو قط شديد الفضول، ولا يهاب اقتحام الدواليب والأدراج والعبث بالأدوات التي فيها، وأحياناً يجذب انتباه أصحابه بموائه العالي، وهو كثير المواء كنوع من التواصل مع أصحابه.